# Oliver Twist (1922)
Oliver Twist é um filme de drama mudo norte-americano de 1922, dirigido por Frank Lloyd e estrelado por Jackie Coogan.

## Elenco
- James A. Marcus – Sr. Bumble
- Aggie Herring – Sra. Corney
- Jackie Coogan – Oliver Twist
- Nelson McDowell – Sowerberry
- Lewis Sargent – Noah Claypole
- Joan Standing – Charlotte
- Carl Stockdale – Monks
- Edouard Trebaol – Artful Dodger
- Lon Chaney – Fagin
- Taylor Graves – Charlie Bates
- George Siegmann – Bill Sikes
- Gladys Brockwell – Nancy Sikes
- Lionel Belmore – Sr. Brownlow
- Florence Hale – Sra. Bedwin
- Joseph Hazelton – Sra. Grimwig
- Gertrude Claire – Sra. Maylie
- Esther Ralston – Rose Maylie
- Eddie Boland – Toby Crackit

## Background
O filme foi considerado perdido até que uma cópia surgiu em Iugoslávia na década de 1970. A cópia faltava intertítulos, que posteriormente foram restaurados por Blackhawk Films com a ajuda de Jackie Coogan e Sol Lesser. Jackie Coogan estava no auge de sua carreia durante as filmagens, tendo desempenhado o papel principal no The Kid, de Charles Chaplin.